# Monimia
Monimia es un género con doce especies de plantas de flores perteneciente a la familia Monimiaceae. 

## Especies seleccionadas
- Monimia amplexicaulis
- Monimia citrina
- Monimia lastelliana
- Monimia ovalifolia
- Monimia rotundifolia
- Monimiaceae monimia
- Monimiaceae monimiopsis
- Monimiastrum acutisepalum
- Monimiastrum fasciculatum
- Monimiastrum globosum
- Monimiastrum psidiodeum
- Monimiastrum pyxidatum